# Alberto Puig

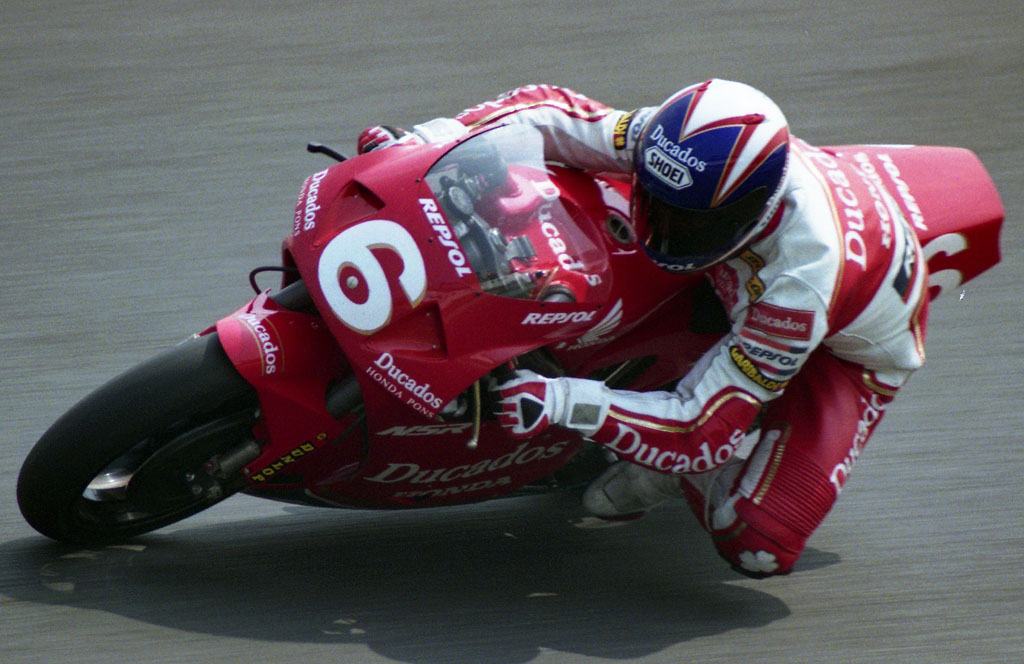
Alberto Puig op het Suzuka International Racing Course in 1993.

Alberto Puig de la Rosa (Barcelona, 16 januari 1967) is een Spaans motorcoureur.
Puig maakte in 1987 zijn debuut in de 250cc-klasse van het wereldkampioenschap wegrace op een JJ Cobas. In 1988 stapte hij over naar een Honda, die hij in 1989 weer inruilde voor een Yamaha. 
Pas toen hij in 1992 overstapte naar een Aprilia, behaalde hij tijdens de Grand Prix van Maleisië zijn eerste podiumplaats en voegde hier in Hongarije een tweede podium aan toe. In 1993 keerde hij terug naar een Honda en stond op het podium in Europa en Tsjechië. In 1994 stapte hij over naar de 500cc-klasse, stond meteen op het podium in Duitsland en behaalde met een vijfde plaats zijn beste kampioenschapsresultaat ooit. 
In 1995 won hij in Spanje zijn enige Grand Prix ooit en stond ook op het podium in Italië en Nederland. Tijdens de trainingen voor de Grand Prix van Frankrijk brak hij echter zijn been en was voor de rest van het seizoen uitgeschakeld. In 1996 was hij weer terug en behaalde tijdens diezelfde Grand Prix van Frankrijk zijn laatste podiumplaats in het wereldkampioenschap. 
Vanwege zijn blessures stopte hij in 1997 met de motorsport. Tegenwoordig runt hij de Red Bull MotoGP Academy, dat in het leven geroepen is om toekomstige Grand Prix-coureurs te trainen, en is hierdoor de ontdekker geweest van coureurs als Casey Stoner, Dani Pedrosa en Toni Elías.